# Giro d’Italia 2009

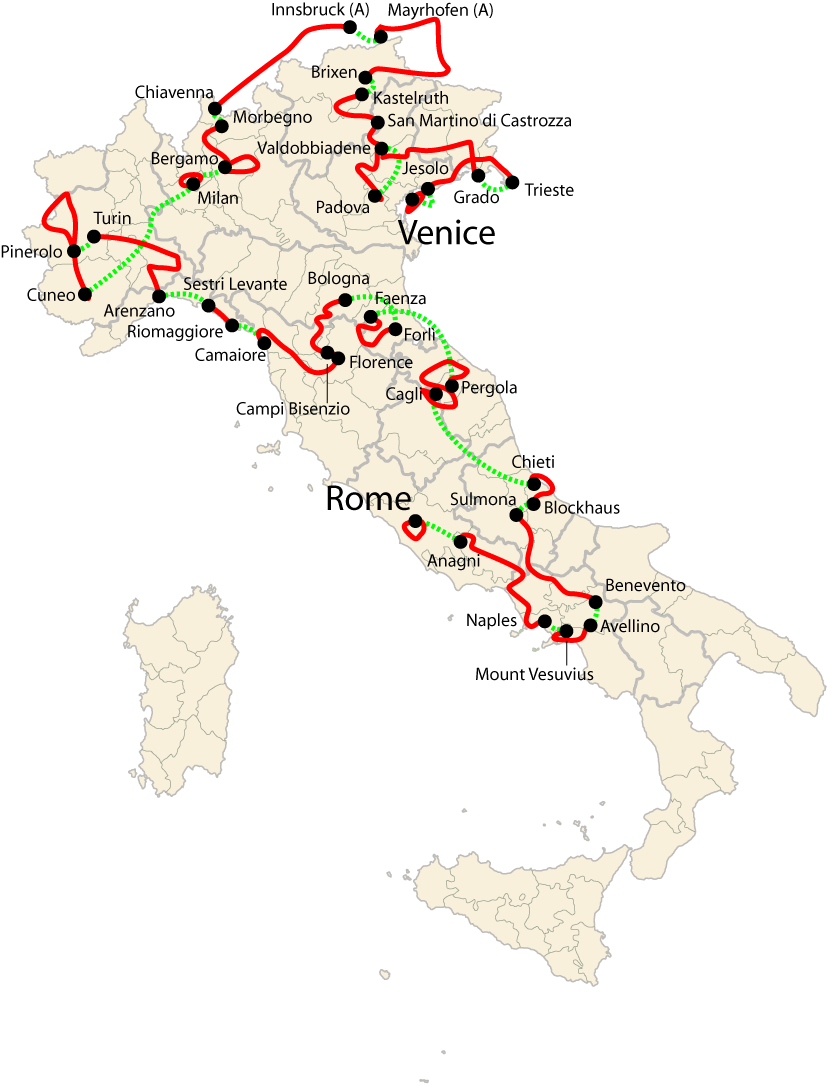
Överblick på etapperna under 2009 års Giro d’Italia.

Giro d’Italia 2009 var den 92:a upplagan av cykeltävlingen Giro d’Italia. Tävlingen, som i år fyller 100 år, inleddes den 9 maj 2009 på Lido, Venedig och avslutades den 31 maj 2009 i Rom.
På grund av 100-årsfirandet av tävlingen lät tävlingsledning Dolce & Gabbana designa den rosa ledartröjan, Maglia Rosa.
Alberto Contador, som vann Giro d’Italia 2008, valde att inte delta i tävlingen då han ville satsa på Tour de France 2009. Den sjufaldiga Tour de France-vinnaren Lance Armstrong gjorde comeback inför säsongen 2009 och han valde att delta i Giro d’Italia. Amerikanen bröt nyckelbenet under etapp 1 av Vuelta a Castilla y León och var tvungen att operera, men valde ändå att starta Giro d’Italia trots lite träning. Silence-Lottos cyklist Cadel Evans skulle ha kört det italienska etapploppet men valde att inte ställa upp och anklagade organisatörerna för att använda hans namn för att göra reklam för tävlingen.
Ivan Basso, Levi Leipheimer, Armstrong, Damiano Cunego, Carlos Sastre, Gilberto Simoni, Danilo Di Luca, Marzio Bruseghin och Denis Mensjov var de största favoriterna för segern i tävlingen. Tävlingen innehöll två individuella tempolopp och ett lagtempolopp, vilket gjorde att en tempospecialist hade stor chans att vinna tävlingen.
Till spurtetapperna var Alessandro Petacchi, Mark Cavendish, Allan Davis, Robert Hunter, Tyler Farrar, Robert Förster och Juan José Haedo.

## Tröjutveckling
| Etapp            | Vinnare              | Totaltävlingen Maglia rosa | Bergspristävlingen Maglia verde | Poängtävlingen Maglia ciclamino | Ungdomstävlingen Maglia bianca | Trofeo Fast Team | Trofeo Super Team |
| ---------------- | -------------------- | -------------------------- | ------------------------------- | ------------------------------- | ------------------------------ | ---------------- | ----------------- |
| 1 (lagtempolopp) | Team Columbia        | Mark Cavendish             | inget pris                      | inget pris                      | Mark Cavendish                 | Team Columbia    | inget pris        |
| 2                | Alessandro Petacchi  | Mark Cavendish             | David García                    | Alessandro Petacchi             | Mark Cavendish                 | Team Columbia    | Quick Step        |
| 3                | Alessandro Petacchi  | Alessandro Petacchi        | Mauro Facci                     | Alessandro Petacchi             | Tyler Farrar                   | Team Columbia    | Lampre-N.G.C.     |
| 4                | Danilo di Luca       | Thomas Lövkvist            | Danilo di Luca                  | Alessandro Petacchi             | Thomas Lövkvist                | Astana Team      | Astana Team       |
| 5                | Denis Mensjov        | Danilo di Luca             | Danilo di Luca                  | Alessandro Petacchi             | Thomas Lövkvist                | Astana Team      | Team LPR          |
| 6                | Michele Scarponi     | Danilo di Luca             | Danilo di Luca                  | Danilo di Luca                  | Thomas Lövkvist                | Astana Team      | Team Columbia     |
| 7                | Edvald Boasson Hagen | Danilo di Luca             | Danilo di Luca                  | Danilo di Luca                  | Thomas Lövkvist                | Team Columbia    | Team Columbia     |
| 8                | Kanstantsin Siŭtsoŭ  | Danilo di Luca             | Danilo di Luca                  | Danilo di Luca                  | Thomas Lövkvist                | Team Columbia    | Team Columbia     |
| 9                | Mark Cavendish       | Danilo di Luca             | Danilo di Luca                  | Danilo di Luca                  | Thomas Lövkvist                | Team Columbia    | Team Columbia     |
| 10               | Danilo di Luca       | Danilo di Luca             | Stefano Garzelli                | Danilo di Luca                  | Thomas Lövkvist                | Astana Team      | Team Columbia     |
| 11               | Mark Cavendish       | Danilo di Luca             | Stefano Garzelli                | Danilo di Luca                  | Thomas Lövkvist                | Astana Team      | Team Columbia     |
| 12 (tempolopp)   | Denis Mensjov        | Denis Mensjov              | Stefano Garzelli                | Danilo di Luca                  | Thomas Lövkvist                | Astana Team      | Team Columbia     |
| 13               | Mark Cavendish       | Denis Mensjov              | Stefano Garzelli                | Danilo di Luca                  | Thomas Lövkvist                | Astana Team      | Team Columbia     |
| 14               | Simon Gerrans        | Denis Mensjov              | Stefano Garzelli                | Danilo di Luca                  | Thomas Lövkvist                | Astana Team      | Team Columbia     |
| 15               | Leonardo Bertagnolli | Denis Mensjov              | Stefano Garzelli                | Danilo di Luca                  | Thomas Lövkvist                | Astana Team      | Team Columbia     |
| 16               | Carlos Sastre        | Denis Mensjov              | Stefano Garzelli                | Danilo di Luca                  | Kevin Seeldraeyers             | Astana Team      | Team Columbia     |
| 17               | Franco Pellizotti    | Denis Mensjov              | Stefano Garzelli                | Danilo di Luca                  | Kevin Seeldraeyers             | Astana Team      | Team Columbia     |
| 18               | Michele Scarponi     | Denis Mensjov              | Stefano Garzelli                | Danilo di Luca                  | Kevin Seeldraeyers             | Astana Team      | Team Columbia     |
| 19               | Carlos Sastre        | Denis Mensjov              | Stefano Garzelli                | Danilo di Luca                  | Kevin Seeldraeyers             | Astana Team      | Team Columbia     |
| 20               | Philippe Gilbert     | Denis Mensjov              | Stefano Garzelli                | Danilo di Luca                  | Kevin Seeldraeyers             | Astana Team      | Team Columbia     |
| 21 (tempolopp)   | Ignatas Konovalovas  | Denis Mensjov              | Stefano Garzelli                | Danilo di Luca                  | Kevin Seeldraeyers             | Astana Team      | Team Columbia     |
| Final            |                      | Denis Mensjov              | Stefano Garzelli                | Danilo di Luca                  | Kevin Seeldraeyers             | Astana Team      | Team Columbia     |

Bärare av ledartröjorna när den ledande cyklisten i tävlingen även har burit en annan ledartröja
- Under etapp 2 åkte Edvald Boasson Hagen i den vita ungdomströjan.
- Under etapp 3 åkte Thomas Lövkvist i den vita ungdomströjan.
- Under etapp 4 åkte Francesco Gavazzi i den lila poängtröjan.
- Under etapp 5 åkte John-Lee Augustyn i den vita ungdomströjan.
- Under etapperna 6–8 åkte Denis Mensjov i den gröna bergsmästartröjan.
- Under etapperna 7–8 åkte Alessandro Petacchi i den lila poängtröjan.
- Under etapperna 6–8 åkte Denis Mensjov i den gröna bergsmästartröjan.
- Under etapperna 7–8 åkte Alessandro Petacchi i den lila poängtröjan.
- Under etapperna 9–10 åkte Stefano Garzelli i den gröna bergsmästartröjan.
- Under etapperna 9–12 åkte Edvald Boasson Hagen i den lila poängtröjan.

## Slutställning

### Sammanlagt
|    | Cyklist           | Stall                        | Tid         |
| -- | ----------------- | ---------------------------- | ----------- |
| 1  | Denis Mensjov     | Rabobank                     | 86h 03' 11" |
| 2  | Danilo Di Luca    | LPR Brakes-Farnese Vini      | + 41"       |
| 3  | Franco Pellizotti | Team Liquigas                | + 1' 59"    |
| 4  | Carlos Sastre     | Cervélo TestTeam             | + 3' 46"    |
| 5  | Ivan Basso        | Team Liquigas                | + 3' 59"    |
| 6  | Levi Leipheimer   | Astana Team                  | + 5' 28"    |
| 7  | Stefano Garzelli  | Acqua & Sapone-Caffè Mokambo | + 8' 43"    |
| 8  | Michael Rogers    | Team Columbia-High Road      | + 10' 01"   |
| 9  | Tadej Valjavec    | Ag2r-La Mondiale             | + 11' 13"   |
| 10 | Marzio Bruseghin  | Lampre-NGC                   | + 11' 28"   |

#### Bergspristävling
|    | Cyklist           | Stall                        | Poäng |
| -- | ----------------- | ---------------------------- | ----- |
| 1  | Stefano Garzelli  | Acqua & Sapone-Caffè Mokambo | 61    |
| 2  | Danilo Di Luca    | LPR Brakes-Farnese Vini      | 45    |
| 3  | Denis Mensjov     | Rabobank                     | 41    |
| 4  | Andrij Grivko     | Team ISD                     | 40    |
| 5  | Franco Pellizotti | Team Liquigas                | 38    |
| 6  | Carlos Sastre     | Cervélo TestTeam             | 30    |
| 7  | Michele Scarponi  | Diquigiovanni-Androni        | 24    |
| 8  | Giovanni Visconti | Team ISD                     | 24    |
| 9  | Simon Gerrans     | Cervélo TestTeam             | 15    |
| 10 | Damiano Cunego    | Lampre-N.G.C.                | 14    |

#### Poängtävling
|    | Cyklist              | Stall                        | Poäng |
| -- | -------------------- | ---------------------------- | ----- |
| 1  | Danilo Di Luca       | LPR Brakes-Farnese Vini      | 170   |
| 2  | Denis Mensjov        | Rabobank                     | 144   |
| 3  | Franco Pellizotti    | Team Liquigas                | 133   |
| 4  | Stefano Garzelli     | Acqua & Sapone-Caffè Mokambo | 133   |
| 5  | Alessandro Petacchi  | LPR Brakes-Farnese Vini      | 104   |
| 6  | Edvald Boasson Hagen | Team Columbia-High Road      | 103   |
| 7  | Carlos Sastre        | Cervélo TestTeam             | 86    |
| 8  | Allan Davis          | Quick Step                   | 82    |
| 9  | Ivan Basso           | Team Liquigas                | 74    |
| 10 | Levi Leipheimer      | Astana Team                  | 70    |

#### Ungdomstävling
|    | Cyklist               | Stall                        | Tid          |
| -- | --------------------- | ---------------------------- | ------------ |
| 1  | Kevin Seeldraeyers    | Quick Step                   | 86h 19' 26"  |
| 2  | Francesco Masciarelli | Acqua & Sapone-Caffè Mokambo | + 2' 55"     |
| 3  | Francis De Greef      | Silence-Lotto                | + 17' 03"    |
| 4  | Thomas Lövkvist       | Team Columbia-High Road      | + 31' 45"    |
| 5  | Jackson Rodriguez     | Diquigiovanni-Androni        | + 34' 37"    |
| 6  | Andrej Zejts          | Astana Team                  | + 58' 41"    |
| 7  | Chris Froome          | Barloworld                   | + 59' 06"    |
| 8  | Marcos Garcia         | Xacobeo-Galicia              | + 1h 26' 10" |
| 9  | Arnold Jeannesson     | Caisse d’Epargne             | + 1h 41' 55" |
| 10 | Dario Cataldo         | Quick Step                   | + 1h 44' 09" |

#### Lagtävling - Trofeo Fast Team
|    | Lag                                               | Tid          |
| -- | ------------------------------------------------- | ------------ |
| 1  | Astana Team                                       | 257h 48' 40" |
| 2  | Team Columbia-High Road                           | + 24' 15"    |
| 3  | Serramenti PVC Diquigiovanni - Androni Giocattoli | + 27' 17"    |
| 4  | Team Liquigas                                     | + 32' 21"    |
| 5  | Lampre-NGC                                        | + 58' 58"    |
| 6  | Caisse d’Epargne                                  | + 1h 10' 52" |
| 7  | Cervélo TestTeam                                  | + 1h 16' 23" |
| 8  | Acqua & Sapone-Caffè Mokambo                      | + 1h 18' 52" |
| 9  | Rabobank                                          | + 1h 51' 45" |
| 10 | LPR Brakes-Farnese Vini                           | + 1h 53' 34" |

#### Lagtävling - Trofeo Super Team
|    | Lag                          | Poäng |
| -- | ---------------------------- | ----- |
| 1  | Team Columbia-High Road      | 400   |
| 2  | LPR Brakes-Farnese Vini      | 314   |
| 3  | Team Liquigas                | 302   |
| 4  | Serramenti PVC Diquigiovanni | 273   |
| 5  | Astana Team                  | 269   |
| 6  | Lampre-NGC                   | 262   |
| 7  | Cervélo TestTeam             | 228   |
| 8  | Acqua & Sapone-Caffè Mokambo | 228   |
| 9  | Quick Step                   | 220   |
| 10 | Rabobank                     | 199   |

## Efterspel
Den 22 juli 2009 meddelades det att tvåan i tävlingen, Danilo di Luca, hade lämnat två prover under årets Giro d’Italia som visade spår av den tredje generationens EPO, CERA.

## Etapperna

### Etapp 1: Lido (Venedig) à 20,5 km (lagtempolopp)

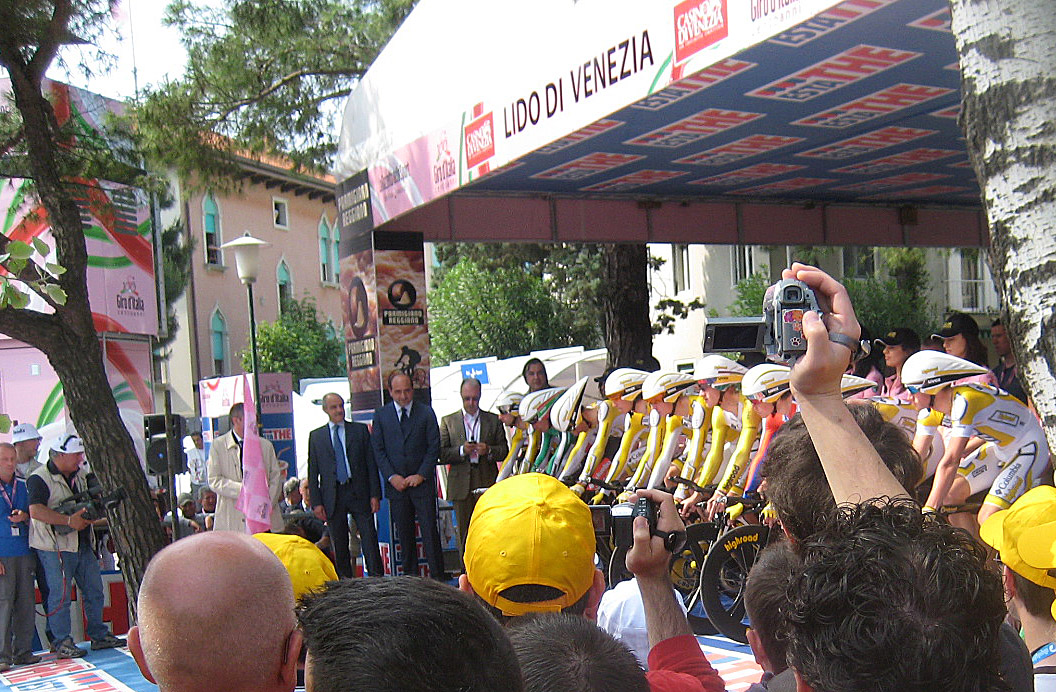
Team Columbia-High Road på startlinjen i Venedig.

| Plats | Lag                        | Tid     |
| 1     | Team Columbia              | 21' 50" |
| 2     | Garmin-Slipstream          | + 6"    |
| 3     | Astana Team                | + 13"   |
| 4     | L.P.R. Brakes-Farnese Vini | + 22"   |
| 5     | Team ISD                   | + 27"   |
| 6     | Katjusja                   | + 35"   |
| 7     | Rabobank                   | + 38"   |
| 8     | Team Liquigas              | + 40"   |
| 9     | Lampre-N.G.C.              | + 42"   |
| 10    | Team Milram                | + 49"   |

### Etapp 2: Jesolo–Trieste à 156 km
| Plats | Person              | Lag                        | Tid        |
| 1     | Alessandro Petacchi | L.P.R. Brakes-Farnese Vini | 3h 43' 07" |
| 2     | Mark Cavendish      | Team Columbia              | + 0"       |
| 3     | Ben Swift           | Katjusja                   | + 0"       |
| 4     | Allan Davis         | Quick Step                 | + 0"       |
| 5     | Tyler Farrar        | Garmin-Slipstream          | + 0"       |
| 6     | Oscar Gatto         | Team ISD                   | + 0"       |
| 7     | Francesco Gavazzi   | Lampre-N.G.C.              | + 0"       |
| 8     | Davide Viganò       | Fuji-Servetto              | + 0"       |
| 9     | Manuele Mori        | Lampre-N.G.C.              | + 0"       |
| 10    | Dries Devenyns      | Quick Step                 | + 0"       |

- Matthias Russ avbröt tävling efter en krasch där han bröt nyckelbenet.[8]

### Etapp 3: Grado–Valdobbiadene à 198 km
| Plats | Person              | Lag                          | Tid        |
| 1     | Alessandro Petacchi | L.P.R. Brakes-Farnese Vini   | 4h 45' 27" |
| 2     | Tyler Farrar        | Garmin-Slipstream            | + 0"       |
| 3     | Francesco Gavazzi   | Lampre-N.G.C.                | + 0"       |
| 4     | Dario Cataldo       | Quick Step                   | + 0"       |
| 5     | Damiano Cunego      | Lampre-N.G.C.                | + 0"       |
| 6     | Philippe Gilbert    | Silence-Lotto                | + 0"       |
| 7     | Oscar Gatto         | Team ISD                     | + 0"       |
| 8     | Michael Rogers      | Team Columbia-High Road      | + 0"       |
| 9     | Anders Lund         | Team Saxo Bank               | + 0"       |
| 10    | Stefano Garzelli    | Acqua & Sapone-Caffè Mokambo | + 0"       |

- Christian Vande Velde avbröt tävling efter en krasch där han bröt två revben.[9]

### Etapp 4: Padova–San Martino di Castrozza à 162 km
| Plats | Person            | Lag                                             | Tid        |
| 1     | Danilo di Luca    | L.P.R. Brakes-Farnese Vini                      | 4h 15' 04" |
| 2     | Stefano Garzelli  | Acqua & Sapone-Caffè Mokambo                    | + 0"       |
| 3     | Franco Pellizotti | Team Liquigas                                   | + 0"       |
| 4     | Mauricio Soler    | Barloworld                                      | + 0"       |
| 5     | Gilberto Simoni   | Serramenti PVC Diquigiovanni-Androni Giocattoli | + 0"       |
| 6     | Levi Leipheimer   | Astana Team                                     | + 0"       |
| 7     | Thomas Lövkvist   | Team Columbia-High Road                         | + 0"       |
| 8     | Ivan Basso        | Team Liquigas                                   | + 0"       |
| 9     | Denis Mensjov     | Rabobank                                        | + 0"       |
| 10    | David Arroyo      | Caisse d’Epargne                                | + 0"       |

- Francisco Pérez avbröt tävling efter en krasch.

### Etapp 5: San Martino Di Castrozza–Alpe di Siusi à 125 km
| Plats | Person             | Lag                        | Tid        |
| 1     | Denis Mensjov      | Rabobank                   | 3h 15' 24" |
| 2     | Danilo di Luca     | L.P.R. Brakes-Farnese Vini | + 2"       |
| 3     | Thomas Lövkvist    | Team Columbia-High Road    | + 5"       |
| 4     | Ivan Basso         | Team Liquigas              | + 5"       |
| 5     | Levi Leipheimer    | Astana Team                | + 9"       |
| 6     | Chris Horner       | Astana Team                | + 9"       |
| 7     | Carlos Sastre      | Cervélo TestTeam           | + 19"      |
| 8     | David Arroyo       | Caisse d’Epargne           | + 22"      |
| 9     | Michael Rogers     | Team Columbia-High Road    | + 22"      |
| 10    | Fredrik Kessiakoff | Fuji-Servetto              | + 22"      |

- David García Da Pena avbröt loppet under etappen.

### Etapp 6: Bressanone/Brixen–Mayrhofen à 248 km
| Plats | Person               | Lag                        | Tid        |
| 1     | Michele Scarponi     | Diquigiovanni-Androni      | 5h 49' 55" |
| 2     | Edvald Boasson Hagen | Team Columbia-High Road    | + 32"      |
| 3     | Allan Davis          | Quick Step                 | + 32"      |
| 4     | Filippo Pozzato      | Katjusja                   | + 32"      |
| 5     | Matthew Goss         | Team Saxo Bank             | + 32"      |
| 6     | Philippe Gilbert     | Silence-Lotto              | + 32"      |
| 7     | Enrico Gasparotto    | Lampre-N.G.C.              | + 32"      |
| 8     | Michael Rogers       | Team Columbia-High Road    | + 36"      |
| 9     | Danilo Di Luca       | L.P.R. Brakes-Farnese Vini | + 36"      |
| 10    | Tadej Valjavec       | Ag2r-La Mondiale           | + 36"      |

### Etapp 7: Innsbruck–Chiavenna à 244 km
| Plats | Person               | Lag                     | Tid        |
| 1     | Edvald Boasson Hagen | Team Columbia-High Road | 5h 56' 53" |
| 2     | Robert Hunter        | Barloworld              | + 0"       |
| 3     | Pavel Brutt          | Katjusja                | + 0"       |
| 4     | Davide Viganò        | Fuji-Servetto           | + 0"       |
| 5     | Alessandro Bertolini | Diquigiovanni-Androni   | + 0"       |
| 6     | Andrij Grivko        | Team ISD                | + 31"      |
| 7     | Matthew Goss         | Team Saxo Bank          | + 40"      |
| 8     | Allan Davis          | Quick Step              | + 40"      |
| 9     | Robert Förster       | Team Milram             | + 40"      |
| 10    | Ben Swift            | Katjusja                | + 40"      |

- Jesus Del Nero avbröt tävlingen inför etapp 7.

### Etapp 8: Morbegno–Bergamo à 209 km
| Plats | Person               | Lag                          | Tid        |
| 1     | Kanstantsin Siŭtsoŭ  | Team Columbia-High Road      | 5h 56' 53" |
| 2     | Edvald Boasson Hagen | Team Columbia-High Road      | + 21"      |
| 3     | Danilo Di Luca       | Team LPR                     | + 21"      |
| 4     | Michael Rogers       | Team Columbia-High Road      | + 21"      |
| 5     | Franco Pellizotti    | Team Liquigas                | + 21"      |
| 6     | Stefano Garzelli     | Acqua & Sapone-Caffè Mokambo | + 21"      |
| 7     | Damiano Cunego       | Lampre-N.G.C.                | + 21"      |
| 8     | Jackson Rodriguez    | Diquigiovanni-Androni        | + 21"      |
| 9     | Marzio Bruseghin     | Lampre-N.G.C.                | + 21"      |
| 10    | Thomas Rohregger     | Team Milram                  | + 21"      |

- Pedro Horrillo skadade sig svårt under etapp 8 när han körde ner i en ravin.[10] Julien Loubet och Ruslan Pidgornij avbröt tävlingen.

### Etapp 9: Milano (Milano Show 100) à 165 km
| Plats | Person              | Lag                        | Tid        |
| 1     | Mark Cavendish      | Team Columbia              | 4h 16' 13" |
| 2     | Allan Davis         | Quick Step                 | + 0"       |
| 3     | Tyler Farrar        | Garmin-Slipstream          | + 0"       |
| 4     | Matthew Goss        | Team Saxo Bank             | + 0"       |
| 5     | Alessandro Petacchi | L.P.R. Brakes-Farnese Vini | + 0"       |
| 6     | Robert Förster      | Team Milram                | + 0"       |
| 7     | Robert Hunter       | Barloworld                 | + 0"       |
| 8     | Davide Viganò       | Fuji-Servetto              | + 0"       |
| 9     | Saïd Haddou         | Bbox Bouygues Télécom      | + 0"       |
| 10    | Markus Fothen       | Team Milram                | + 0"       |

- Etappen blev neutraliserad.

### Etapp 10: Cuneo–Pinerolo à 262 km
| Plats | Person            | Lag                     | Tid        |
| 1     | Danilo di Luca    | Team LPR                | 6h 30' 43" |
| 2     | Franco Pellizotti | Team Liquigas           | + 10"      |
| 3     | Denis Mensjov     | Rabobank                | + 10"      |
| 4     | Carlos Sastre     | Cervélo TestTeam        | + 10"      |
| 5     | David Arroyo      | Caisse d’Epargne        | + 26"      |
| 6     | Mauricio Soler    | Barloworld              | + 29"      |
| 7     | Ivan Basso        | Team Liquigas           | + 29"      |
| 8     | Levi Leipheimer   | Astana Team             | + 29"      |
| 9     | Joaquin Rodriguez | Caisse d’Epargne        | + 29"      |
| 10    | Michael Rogers    | Team Columbia-High Road | + 29"      |

- Ronny Scholz avbröt loppet under etappen.

### Etapp 11: Turin–Arenzano (Genua) à 214 km
| Plats | Person               | Lag                        | Tid        |
| 1     | Mark Cavendish       | Team Columbia              | 4h 16' 13" |
| 2     | Tyler Farrar         | Garmin-Slipstream          | + 0"       |
| 3     | Alessandro Petacchi  | L.P.R. Brakes-Farnese Vini | + 0"       |
| 4     | Allan Davis          | Quick Step                 | + 0"       |
| 5     | Sébastien Hinault    | Ag2r-La Mondiale           | + 0"       |
| 6     | Davide Viganò        | Fuji-Servetto              | + 0"       |
| 7     | Edvald Boasson Hagen | Team Columbia              | + 0"       |
| 8     | Aleksandr Serov      | Katjusja                   | + 0"       |
| 9     | Oscar Gatto          | Team ISD                   | + 0"       |
| 10    | Robert Förster       | Team Milram                | + 0"       |

- Chris Horner och Joaquin Rodriguez lämnade tävlingen innan och under etappen.

### Etapp 12: Sestri Levante–Riomaggiore à 60,6 km (tempolopp)
| Plats | Person            | Lag                        | Tid        |
| 1     | Denis Mensjov     | Rabobank                   | 1h 34' 29" |
| 2     | Levi Leipheimer   | Astana Team                | + 20"      |
| 3     | Stefano Garzelli  | L.P.R. Brakes-Farnese Vini | + 1' 54"   |
| 4     | Janez Brajkovič   | Astana Team                | + 1' 14"   |
| 5     | Franco Pellizotti | Team Liquigas              | + 1' 27"   |
| 6     | Danilo di Luca    | L.P.R. Brakes-Farnese Vini | + 1' 54"   |
| 7     | Bradley Wiggins   | Garmin-Slipstream          | + 1' 59"   |
| 8     | Gabriele Bosisio  | L.P.R. Brakes-Farnese Vini | + 2' 04"   |
| 9     | Jose Serpa        | Diquigiovanni-Androni      | + 2' 13"   |
| 10    | Marzio Bruseghin  | Lampre-N.G.C.              | + 2' 17"   |

- Fabian Cancellara valde att åka hem innan etappen.

### Etapp 13: Camaiore–Florens à 176 km
| Plats | Person              | Lag                        | Tid        |
| 1     | Mark Cavendish      | Team Columbia              | 3h 48' 36" |
| 2     | Alessandro Petacchi | L.P.R. Brakes-Farnese Vini | + 0"       |
| 3     | Allan Davis         | Quick Step                 | + 0"       |
| 4     | Robert Hunter       | Barloworld                 | + 0"       |
| 5     | Tyler Farrar        | Garmin-Slipstream          | + 0"       |
| 6     | Juan José Haedo     | Team Saxo Bank             | + 0"       |
| 7     | Robert Förster      | Team Milram                | + 0"       |
| 8     | Ben Swift           | Katjusja                   | + 0"       |
| 9     | Davide Viganò       | Fuji-Servetto              | + 0"       |
| 10    | Sébastien Hinault   | Ag2r-La Mondiale           | + 0"       |

### Etapp 14: Campi Bisenzio–Bologna (San Luca) à 172 km
| Plats | Person             | Lag                   | Tid           |
| 1     | Simon Gerrans      | Cervélo TestTeam      | 4 h 16 m 48 s |
| 2     | Rubens Bertogliati | Diquigiovanni-Androni | + 12 s        |
| 3     | Francesco Gavazzi  | Lampre - N.G.C.       | + 18 s        |
| 4     | Jevgenij Petrov    | Katjusja              | + 24 s        |
| 5     | Philip Deignan     | Cervélo TestTeam      | + 27 s        |
| 6     | Christopher Froome | Barloworld            | + 36 s        |
| 7     | Vasil Kiryenka     | Caisse d’Epargne      | + 41"         |
| 8     | Francesco Reda     | Quick Step            | + 29 s        |
| 9     | Andrij Grivko      | Team ISD              | + 1 m 4 s     |
| 10    | Franco Pellizotti  | Team Liquigas         | + 1 m 4 s     |

- Steve Chainel, Cameron Meyer, Mark Cavendish, Mark Renshaw och Filippo Pozzato startade inte etappen, medan Jelle Vanendert inte avslutade etappen.

### Etapp 15: Forlì–Faenza à 161 km
| Plats | Person               | Lag                     | Tid        |
| 1     | Leonardo Bertagnolli | Diquigiovanni-Androni   | 4h 18' 34" |
| 2     | Serge Pauwels        | Cervélo TestTeam        | + 54"      |
| 3     | Marco Pinotti        | Team Columbia-High Road | + 54"      |
| 4     | Lars Bak             | Team Saxo Bank          | + 54"      |
| 5     | Marco Marzano        | Lampre                  | + 56"      |
| 6     | Andrij Grivko        | Team ISD                | + 1' 27"   |
| 7     | Mauro Facci          | Quick Step              | + 1' 49"   |
| 8     | Tadej Valjavec       | Ag2r-La Mondiale        | + 1' 51"   |
| 9     | Eduard Vorganov      | Xacobeo-Galicia         | + 1' 51"   |
| 10    | Kevin Seeldraeyers   | Quick Step              | + 1' 56"   |

- Eros Capecchi och Tyler Farrar valde att avbryta tävlingen innan etappen, medan David Millar, Ricardo Serrano och Iban Mayoz misslyckades med att komma i mål.

### Etapp 16: Pergola–Monte Petrano à 237 km
| Plats | Person                | Lag                          | Tid        |
| 1     | Carlos Sastre         | Cervélo TestTeam             | 7h 11' 54" |
| 2     | Denis Mensjov         | Rabobank                     | + 25"      |
| 3     | Danilo di Luca        | Team LPR                     | +26        |
| 4     | Ivan Basso            | Team Liquigas                | + 29"      |
| 5     | Stefano Garzelli      | Acqua & Sapone-Caffè Mokambo | + 1' 19"   |
| 6     | Francesco Masciarelli | Acqua & Sapone-Caffè Mokambo | + 1' 21"   |
| 7     | Franco Pellizotti     | Team Liquigas                | + 1' 21"   |
| 8     | Tadej Valjavec        | Ag2r-La Mondiale             | + 2' 11"   |
| 9     | José Serpa            | Diquigiovanni-Androni        | + 2' 35"   |
| 10    | Lance Armstrong       | Astana Team                  | + 2' 51"   |

- Massimo Codol, Yohann Gene och Mauricio Soler avslutade inte etappen.

### Etapp 17: Chieti–Blockhaus à 83 km
| Plats | Person            | Lag                          | Tid        |
| 1     | Franco Pellizotti | Team Liquigas                | 2h 21' 06" |
| 2     | Stefano Garzelli  | Acqua & Sapone-Caffè Mokambo | + 42"      |
| 3     | Danilo di Luca    | Team LPR                     | + 43"      |
| 4     | Denis Mensjov     | Rabobank                     | + 48"      |
| 5     | Ivan Basso        | Team Liquigas                | + 57"      |
| 6     | Marzio Bruseghin  | Lampre-N.G.C.                | + 1' 54"   |
| 7     | Sylvester Szmyd   | Team Liquigas                | + 1' 55"   |
| 8     | Michael Rogers    | Team Columbia-High Road      | + 1' 59"   |
| 9     | Carlos Sastre     | Cervélo TestTeam             | + 1' 59"   |
| 10    | Lance Armstrong   | Astana Team                  | + 1' 59"   |

### Etapp 18: Sulmona–Benevento à 182 km
| Plats | Person               | Lag                        | Tid        |
| 1     | Michele Scarponi     | Diquigiovanni-Androni      | 4h 07' 41" |
| 2     | Félix Cárdenas       | Barloworld                 | + 0"       |
| 3     | Danny Pate           | Garmin-Slipstream          | + 0"       |
| 4     | Lars Bak             | Team Saxo Bank             | + 0"       |
| 5     | Dmytro Grabovskyj    | Team ISD                   | + 6"       |
| 6     | Dries Devenyns       | Quick Step                 | + 20"      |
| 7     | Jason McCartney      | Team Saxo Bank             | + 24"      |
| 8     | Giovanni Visconti    | Team ISD                   | + 37"      |
| 9     | Alessandro Bertolini | Diquigiovanni-Androni      | + 39"      |
| 10    | Gabriele Bosisio     | L.P.R. Brakes-Farnese Vini | + 42"      |

- Davide Malacarne avbröt loppet under etappen.

### Etapp 19: Avellino–Vesuvio à 164 km
| Plats | Person            | Lag                          | Tid        |
| 1     | Carlos Sastre     | Cervélo TestTeam             | 4h 33' 23" |
| 2     | Franco Pellizotti | Team Liquigas                | + 21"      |
| 3     | Danilo di Luca    | Team LPR                     | +30"       |
| 4     | Denis Mensjov     | Rabobank                     | + 30"      |
| 5     | Ivan Basso        | Team Liquigas                | + 35"      |
| 6     | Levi Leipheimer   | Astana Team                  | + 53"      |
| 7     | Tadej Valjavec    | Ag2r-La Mondiale             | + 1' 14"   |
| 8     | Serge Pauwels     | Cervélo TestTeam             | + 1' 15"   |
| 9     | José Serpa        | Diquigiovanni-Androni        | + 1' 15"   |
| 10    | Stefano Garzelli  | Acqua & Sapone-Caffè Mokambo | + 1' 19"   |

- Dario Andriotto avbröt tävlingen under etappen.

### Etapp 20: Neapel–Anagni à 203 km
| Plats | Person               | Lag                        | Tid        |
| 1     | Philippe Gilbert     | Silence-Lotto              | 4h 30' 07" |
| 2     | Thomas Voeckler      | Bbox Bouygues Télécom      | + 2"       |
| 3     | Stefano Garzelli     | L.P.R. Brakes-Farnese Vini | + 7"       |
| 4     | Allan Davis          | Quick Step                 | + 7"       |
| 5     | Sébastien Hinault    | Ag2r-La Mondiale           | + 7"       |
| 6     | Franco Pellizotti    | Team Liquigas              | + 7"       |
| 7     | Edvald Boasson Hagen | Team Columbia              | + 7"       |
| 8     | Giovanni Visconti    | Team ISD                   | + 7"       |
| 9     | Simon Gerrans        | Cervélo TestTeam           | + 7"       |
| 10    | Serge Pauwels        | Cervélo TestTeam           | + 7"       |

- David López avbröt tävlingen under etappen.

### Etapp 21: Rom, 14,4km (tempolopp)
| Plats | Person               | Lag                          | Tid           |
| 1     | Ignatas Konovalovas  | Cervélo TestTeam             | 1 h 34 m 29 s |
| 2     | Bradley Wiggins      | Garmin-Slipstream            | +1 s          |
| 3     | Edvald Boasson Hagen | Team Columbia                | +7 s          |
| 4     | Jaroslav Popovytj    | Astana Team                  | +11 s         |
| 5     | Marzio Bruseghin     | Lampre-N.G.C.                | +16 s         |
| 6     | Giovanni Visconti    | Team ISD                     | +18 s         |
| 7     | Dries Devenyns       | Quick Step                   | +20 s         |
| 8     | Maarten Tjallingii   | Rabobank                     | +21 s         |
| 9     | Stefano Garzelli     | Acqua & Sapone-Caffè Mokambo | +23 s         |
| 10    | Denis Mensjov        | Rabobank                     | +24 s         |